# Bandidos de Orgosolo
Bandidos de Orgosolo  (Banditi a Orgosolo) es una película italiana dramática de 1960 dirigida por Vittorio De Seta, que suponía su debut como director de ficción. El film está protagonizado por Vittorina Pisano.

## Argumento
Michele, un pastor de Orgosolo acusado injustamente de robo y asesinato, se ve obligado a ir a las colinas. En su huida a las zonas inaccesibles de Barbagia, donde no hay agua ni pastos, pierde todas las ovejas de su rebaño. Una noche, desesperado porque está lleno de deudas y con las pruebas inminentes por delante, entra en el redil de otro pastor y, a punta de pistola, roba todas las ovejas. Michele se ha convertido en un bandido.

## Reparto
- Vittorina Pisanu: Mintonia
- Michele Cossu: Michele Cossu
- Peppeddu Cuccu: Peppeddu Cuccu

## Premios y distinciones
Festival Internacional de Cine de Venecia
| Año  | Categoría                          | Galardonado      | Resultado |
| ---- | ---------------------------------- | ---------------- | --------- |
| 1961 | Mejor ópera prima                  | Vittorio De Seta | Ganador   |
| 1961 | Premio New Cinema - Mejor película | Vittorio De Seta | Ganador   |
| 1961 | Premio San Jorge                   | Vittorio De Seta | Ganador   |
| 1961 | Premio Italian Cinema Clubs        | Vittorio De Seta | Ganador   |